# Pentheochaetes aureopilosa
Pentheochaetes aureopilosa es una especie de escarabajo longicornio del género Pentheochaetes, tribu Acanthocinini, subfamilia Lamiinae. Fue descrita científicamente por Monné en 1990.
El período de vuelo ocurre durante los meses de abril, mayo, junio, septiembre y noviembre.

## Descripción
Mide 8 milímetros de longitud.

## Distribución
Se distribuye por Bolivia y Venezuela.